# کویچان (کشتی بخار)
کویچان (کشتی بخار) (به انگلیسی: Cowichan (steamship)) یک کشتی بود که طول آن ۱۵۷ فوت (۴۸ متر) بود. این کشتی در سال ۱۹۰۸ ساخته شد.